# Черкашина Любов Вікторівна
Любо́в Ві́кторівна Черка́шина (біл. Чаркашына Любоў Віктараўна, 23 грудня 1987, Берестя, БРСР, СРСР) — білоруська гімнастка і тренерка, бронзова медалістка Олімпійських ігор 2012 року в індивідуальній першості, багаторазова срібна і бронзова призерка чемпіонатів світу з художньої гімнастики, володарка двох золотих, срібної і двох бронзових нагород чемпіонатів Європи. 
Виступала в італійській Серії A за клуб «Нервенезе».
Зараз входить до штабу національної збірної Білорусі з художньої гімнастики.
Заслужений майстер спорту Республіки Білорусь (2011) з художньої гімнастики.

## Життєпис
Любов Черкашина народилася 1987 року в Бресті. Тренування з художньої гімнастики вона почала в 9 років. У дитинстві попервах займалася акробатикою, потім спортивною гімнастикою, після перейшла на художню гімнастику; 2000 року почала навчання в спортивному інтернаті в Мінську. Її дебют на межнародних змаганнях стався 2003 року. На Кубку Балтії вона посіла третє місце, поступившись тільки Ірині Чащиній та Аліні Кабаєвій. Потім були дві «бронзи» в командній першості на Чемпіонатах світу в Будапешті (2003) і Баку (2005), а також на Чемпіонаті Європи в Москві (2005). На чемпіонатах світу 2007 і 2009 років посіла 10-е і 7-е місця відповідно.
Вдалий період для її виступів розпочався з 2011 року, коли Черкашина здобула срібну медаль на чемпіонаті світу в Монпельє (командна першість) і бронзу у вправах з м’ячем, дві золоті, одну срібну й одну бронзову нагороди на чемпіонаті Європи в Мінську (у вправах з м’ячем і булавами, у командній першості та у вправах з обручем відповідно). На чемпіонаті Європи в Нижньому Новгороді посіла 4-е місце. 2012 року вона двічі ставала бронзовою призеркою у Фіналі Кубка світу з художньої гімнастики — в індивідуальному багатоборстві й у вправах з м’ячем.

## Виступи на Олімпіадах
На Олімпіаді-2012 Любов Черкашина за результатами кваліфікаційного раунду посіла п’яте місце із загальною сумою балів 114.500. Це дозволило їй вийти до фіналу виступів, де їй удалося посісти третє місце, обігнавши Алію Гараєву з Азербайджану і поступившись Євгенії Канаєвій і Дар’ї Дмитрієвій з Росії.
| Олімпіада   | Дисципліна | Місце             |
| ----------- | ---------- | ----------------- |
| Пекін 2008  | особисті   | 15 (кваліфікація) |
| Лондон 2012 | особисті   | 3                 |

## Завершення кар’єри

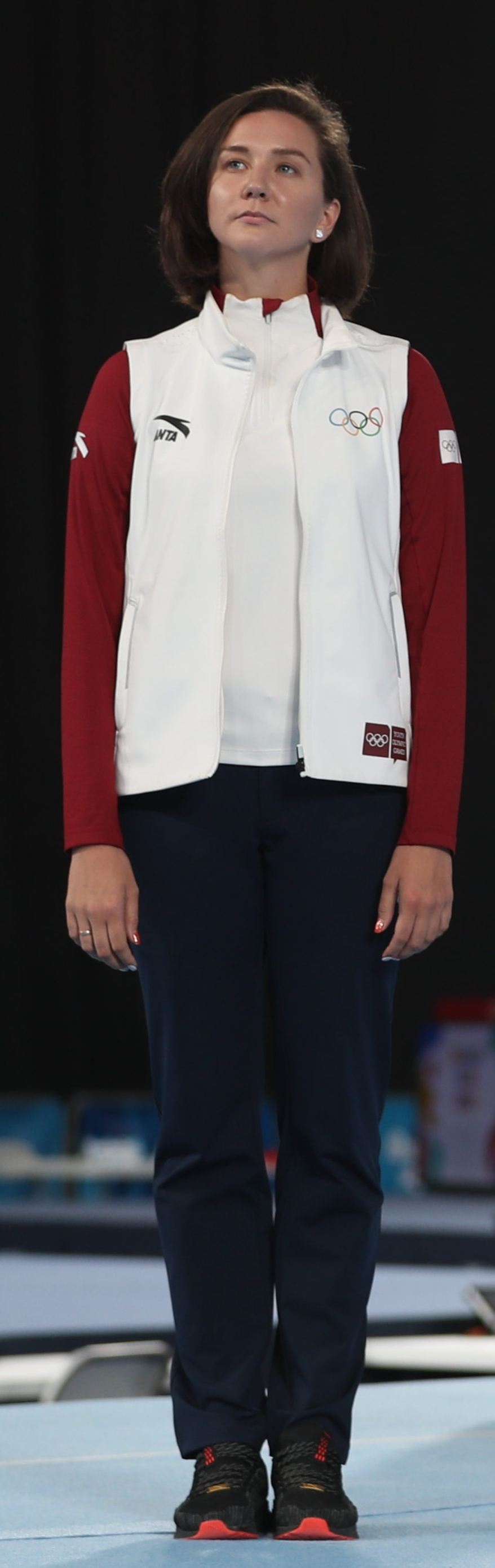
Черкашина Любов Вікторівна, 2018

Наприкінці листопада 2012 року Любов Черкашина, а також володарки срібних медалей на Олімпійських іграх у Лондоні Аліна Тумілович, Анастасія Іванькова, Ксенія Санкович і Марина Гончарова заявили про завершення кар’єри. Водночас вони зазначили, що не збираються остаточно залишати спорт: вони планують брати участь у показових виступах. Так само вони не виключили свого можливого повернення у великий спорт.
По завершенні кар’єри Черкашина проводить майстер-класи для юних гімнасток.
11 травня 2013 року в Барнаулі відкрилася спортивна школа з художньої гімнастики Ірини Чащиної. У церемонії відкриття школи взяли участь Заслужена тренерка Росії Віра Штельбаумс та всесвітньо відомі гімнастки Любов Черкашина (Білорусь), Наталія Годунко (Україна), Ольга Капранова (Росія).  

## Особисте життя
Одружена з колишнім футболістом Віктором Молашко (з 2008 року).